# TOI-3629
TOI-3629 — одиночная звезда в созвездии Андромеды на расстоянии приблизительно 426 световых лет (около 131 парсек) от Солнца. Видимая звёздная величина звезды — +14,63m. Возраст звезды определён как около 7 млрд лет.
Вокруг звезды обращается, как минимум, одна планета.

## Характеристики
TOI-3629 — красный карлик спектрального класса M1. Масса — около 0,63 солнечной, радиус — около 0,6 солнечного. Эффективная температура — около 3806 K.

## Планетная система
В 2022 году группой астрономов проекта TESS у звезды обнаружена планета TOI-3629 b.